# Семисточний
Семисточний (на руски: Семисточный) е село в Облученски район на Еврейската автономна област. Влиза в състава на Бирското градско селище.

## География
Селото се намира на левия бряг на река Бира.
Семисточний е разположено на автомобилния път Чита – Хабаровск, а покрай него преминава Транссибирската магистрала.
Разстоянието до Биробиджан е около 30 км (на изток по автомобилния път Чита – Хабаровск), Разстоянието до административния център, селището Бира (на запад по същия път), е около 12 км.

## Инфраструктура
- Станция на Далекоизточната железопътна линия.